# 崔国輔
崔 国輔（さい こくほ、生没年不詳）は、中国・唐の詩人。越州山陰県の出身、一説に蘇州嘉興県の出身。茶人の文筆家陸羽と交友があったという。

## 略歴
開元14年（726年）の進士。
集賢院直学士・礼部郎中などを歴任したらしいが、天宝年間に御史大夫の王鉷が死罪となったとき、その近親だった為に竟陵郡または晋陵郡の司馬に流されたという。

## 詩人としての彼
代表的作品に、『長信草（長信の草）』（五言絶句）、『長楽少年行』（五言絶句）がある。
| 長信草     |                                          |
| 長信宮中草 | 長信（ちょうしん） 宮中の草              |
| 年年愁処生 | 年年 愁処（しゅうしょ）に生ず            |
| 故侵珠履跡 | 故（ことさ）らに珠履（しゅり）の跡を侵し |
| 不使玉階行 | 玉階（ぎょくかい）を行（ゆ）かしめず     |

| 長楽少年行 |                                               |
| 遺却珊瑚鞭 | 遺却（いきゃく）す 珊瑚（さんご）の鞭（むち） |
| 白馬驕不行 | 白馬 驕りて行（ゆ）かず                       |
| 章台折楊柳 | 章台（しょうだい） 楊柳（ようりゅう）を折る   |
| 春日路傍情 | 春日（しゅんじつ） 路傍の情                   |